# Hans Heinrich X. von Pleß

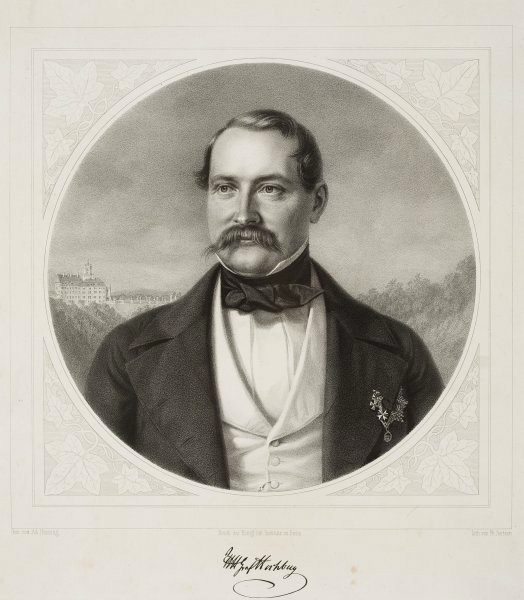
Hans Heinrich X. Fürst von Pleß

Hans Heinrich X. Fürst von Pleß, Graf von Hochberg, Freiherr von Fürstenstein (* 2. Dezember 1806 in Berlin; † 20. Dezember 1855 ebenda) war ein deutscher Standesherr und Montanindustrieller.

## Leben
Die Eltern des Fürsten Pleß waren Graf Hans Heinrich VI. von Hochberg (1768–1833) und Prinzessin Anna Emilie von Anhalt-Köthen-Pleß (1770–1830), Tochter von Fürst Friedrich Erdmann von Anhalt-Köthen-Pleß.
Er war verheiratet mit Ida von Stechow-Kotzen (1811–1843), Tochter des Friedrich Ludwig Wilhelm von Stechow (1771–1839). Aus dieser Ehe entstammten Hans Heinrich XI. (1833–1907), Hans Heinrich XII. Maximilian (*/† 1835), Hans Heinrich XIII. Konrad (1837–1858), Anna (1839–1916), die mit Prinz Heinrich XII. Reuß zu Köstritz (1829–1866) verheiratet war, und Bolko von Hochberg (1843–1926).
In zweiter Ehe heiratete er am 29. Januar 1848 die Schwester seiner ersten Frau, Adelheid geb. v. Stechow, verw. von der Decken (* 25. September 1807; † 24. August 1868), die Mutter von Julius von der Decken und Karl Klaus von der Decken.
Als Enkel des ersten Fürsten aus der Linie Anhalt-Köthen erbte er nach dem Aussterben der Anhalt-Köthen-Pleß 1847 den fürstlichen Titel. 1848 erhielt er durch Friedrich Wilhelm IV. die preußisch-primogene Titulatur Fürst von Pleß.
Fürst Pleß war Landtagsmarschall von Schlesien und Mitglied der preußischen Ersten Kammer. Bei Gründung des Preußischen Herrenhauses (1854) wurde er noch für ein Jahr dessen Präsident. Er starb mit 49 Jahren.